# Héctor Sáez (actor)
Héctor Manuel Sáez García (Chihuahua, México; 1 de junio de 1946) es un actor mexicano. Ha participado en varias telenovelas y películas mexicanas.

## Filmografía

### Televisión
- La tormenta (1967).
- Los Caudillos (1968).
- El retrato de Dorian Gray (1969), como James Vane
- Puente de amor (1969).
- Sin palabras (1969), como Carlos
- La Constitución (1970), como Amado Godínez
- El carruaje (1972), como Capitán que fusila a Ocampo / Alejandro / Teniente / Haro
- Entre brumas (1973), como Bill
- La tierra (1974), como Padre Juan
- Paloma (1975), como Carlos Galindo
- Pacto de amor (1977-1978), como Padre Juan
- Rosalía (1978).
- Al salir el sol (1980), como Miguel
- Aprendiendo a amar (1980-1981), como Ricardo Ibáñez
- El derecho de nacer (1981-1982), como Ramón
- El maleficio (1983-1984), como Joao
- Aprendiendo a vivir (1984), como Guillermo
- Lista negra (1986-1987), como César
- Senda de gloria (1987), como José Vasconcelos
- Lo blanco y lo negro (1989), como Teniente Larios
- La sonrisa del Diablo (1992).
- El vuelo del águila (1994-1995), como Jerónimo Treviño
- Imperio de cristal (1994-1995), como Padre Ángel
- Retrato de familia (1995-1996), como Sebastián Corona
- La antorcha encendida (1996), como Juan Francisco Azcárate y Lezama
- Sentimientos ajenos (1996-1997), como Fernando
- Gente bien (1997)
- Desencuentro (1997-1998), como Chiripas
- Gotita de amor (1998), como Sócrates Olmos
- Laberintos de pasión (1999-2000), como Juan González
- El precio de tu amor (2000-2001), como Héctor
- El noveno mandamiento (2001), como Padre Juan Molina
- El juego de la vida (2001-2002), como Maestro Braulio Zúñiga
- ¡Vivan los niños! (2002-2003), como Doctor Elpidio
- Amor real (2003), como Silvano Arzola
- Apuesta por un amor (2004-2005), como Cayetano Cruz
- Heridas de amor (2006), como el Dr. Benjamín Cohen
- Las dos caras de Ana (2006-2007), como Dionisio Jiménez
- Bajo las riendas del amor (2007), como Lupe García
- Juro que te amo (2008-2009), como Toribio
- Sortilegio (2009), como Pedro Samaniego
- Llena de amor (2010-2011), como Comisario Agustín Tejeda
- La fuerza del destino (2011), como Juez
- Amor bravío (2012), como Osvaldo Becerra
- Mentir para vivir (2013), como Dr. Veronese
- Quiero amarte (2013-2014), como Héctor Fonseca
- Que te perdone Dios (2015), como Comandante Efraín Barragan
- Simplemente María (2015-2016), como Don Zacarías Sánchez
- Mujeres de negro (2016), como Juez

### Películas
- Longitud de guerra (1976).
- Cuartelazo (1977), como De la Garza
- Soy el hijo del gallero (1978).
- Fuego en el mar (1981).
- La fuga de Carrasco (1983).
- Mientras México duerme (1986).
- Lamberto Quintero (1987).
- Muerte del federal de camiones (1987).
- Zapata en Chinameca (1987).
- Durazo, la verdadera historia (1988).
- Dos tipas de cuidado (1989).
- Atrapados en la coca (1990).
- La camioneta gris (1990).
- Noche de pánico (1990).
- El amarrador (1991).
- Mártir de Mexicali (1991), como Trebejo
- Muerte por partida doble (1991), como Don Pepe
- Reportera en peligro (1991).
- Triste recuerdo (1991).
- Comando de federales II (1992), como Ben Al Hasam
- Dos fuerzas (1992).
- Halcones de la frontera II (1992).
- Míster barrio (1992).
- Perro rabioso III: Tras el rostro (1992), como Mempo Scorza
- Ranger: muerte in Texas (1993).
- Escuadrón de honor (1995).
- Desencuentro II (1997).
- Lotería mortal (1997), como Dimas
- Bajas pasiones (1999).
- El recomendado (1999).

## Premios y nominaciones

### Premios TVyNovelas
| Categoría          | Telenovela                | Resultado | Año  |
| ------------------ | ------------------------- | --------- | ---- |
| Mejor primer actor | Bajo las riendas del amor | Nominado  | 2008 |

### Premios Califa de Oro 2009
| Categoría              | Persona     | Resultado |
| ---------------------- | ----------- | --------- |
| Trayectoria como actor | Héctor Sáez | Ganador   |